# Mate Šarlija
Mate Šarlija (* 15. März 1929 in Zvekovica, Konavle als Nijaz Batlak; † 31. Januar 1999 in Zagreb), genannt Daidža (Oheim), war ein Generalmajor (General Bojnik) der kroatischen Streitkräfte im Ruhestand. Šarlija war zu Beginn des Kroatienkrieges (1991–1995) der Gründer und Kommandeur des I. Dobrovoljačka pukovnija „Kralj Tomislav“ (I. Freiwilligen-Regiment „Kralj Tomislav“) des kroatischen Heeres. Die Einheit gehörte danach im Bosnienkrieg (1992–1995) unter dem Namen 1. Bosansko-hercegovački korpus-zbor „Kralj Tomislav“ (1. Bosnisch-herzegowinisches Korps „Kralj Tomislav“) formell zur bosnischen Armee.

## Leben

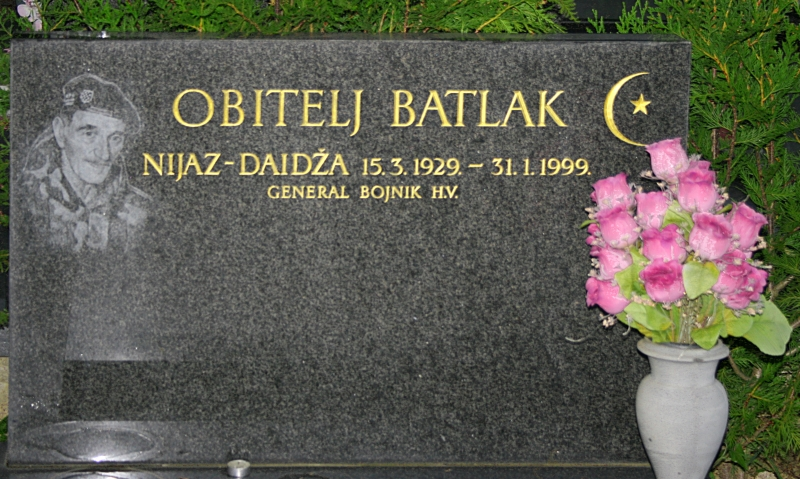
Grab von Mate Šarlija (alias Nijaz Batlak) mit dessen Konterfei, auf dem Mirogoj-Friedhof in Zagreb

Šarlija bezeichnete sich selbst als Kroate muslimischer Konfession und war nach eigenen Angaben während des Zweiten Weltkriegs im Unabhängigen Staat Kroatien Mitglied der faschistischen Ustaška mladež.
Zu Beginn des Kroatienkrieges kam er 1991 aus über 30-jährigem Exil in den Vereinigten Staaten in das gerade unabhängig gewordene Kroatien.
Er arbeitete später als Berater für internationale Beziehungen an der kroatischen Botschaft in Sarajevo.
Šarlija erhielt in einem Staatsakt am 4. Februar 1999 ein Begräbnis mit militärischen Ehren auf dem Mirogoj-Friedhof von Zagreb.

## Auszeichnungen
- Fürst-Domagoj-Orden mit Halsband
- Orden des Ban Jelačić
- Orden des Ante Starčević
- Orden des Kroatischen Dreiblatts
- Orden des Kroatischen Flechtwerks
- Erinnerungsabzeichen (Medaille) des Heimatkriegs
- Erinnerungsabzeichen (Medaille) der heimatlichen Dankbarkeit
- Medaille für außergewöhnliche Unternehmen[5]